# Little Plains River
Der Little Plains River ist ein Fluss im Südosten des australischen Bundesstaates New South Wales.

## Verlauf
Er entsteht durch den Zusammenfluss von Bendoc River und Queensborough River bei Bendoc Upper an der Grenze zu Victoria. Von dort fließt er nach Norden, um kurz vor seiner Mündung in den Delegate River nach Westen abzubiegen.